# Болгарское национальное радио
Болгарское национальное радио (БНР, болг. Бъ́лгарското национа́лно ра́дио) — государственная организация Болгарии осуществляющая радиовещание.

## Радио Болгария
Радио Болгария (болг.: Радио България, Радио Balgariya; BNR) — это официальная международная радиовещательная станция Болгарии.
Международная служба Болгарского радио ранее называлась Радио София, но теперь переименована в Радио Болгария.
Адрес Русской службы Радио Болгария БНР http://bnr.bg/ru .
Радио Болгария на русском в Telegram - https://t.me/radiobulgariainrussian

## История радиовещания в Болгарии

### Предыстория (до 1935 года)
Первая радиотехническая аппаратура появилась в Болгарии в 1896—1897 годах. Она была предназначена для болгарской армии и больших почтовых станций. Однако эти радиостанции не осуществляли радиовещание в современном понимании слова, а лишь занимались «радиодиффузией» — обменом информацией через азбуку Морзе.
Слушание иностранных радиопрограмм стало популярно в Болгарии в 1923—1924 годах. Первые попытки для самостоятельного радиовещания в Болгарии были предприняты в 1927 году, радиотехническим содружеством во главе с председателем инженером Георгием Георгиевым. 6 апреля 1927 года Народное собрание Болгарии приняло «Закон о радио». В 1929 году дипломированный в Германии болгарский инженер Георги Вылков сделал первый болгарский радиопередатчик, мощностью 60 ватт. В последнюю неделю ноября 1929 года впервые прозвучали слова: «Алло, алло, это радио „София“». В начале 1930 года группа интеллектуалов, общественных деятелей и инженеров-радиолюбитеей создали Союз «Родное радио» начали вести регулярные радиопередачи 2-3 раза в неделю, на частоте 912 кHz (319 м.). 15 июня 1930 года, по указанию министра ЖПТТ Петко Стайнов, начала вещание болгарская государственная радиостанция на частоте 105 кHz (2 850 м.). 15 января 1934 года на Международной конференции в Люцерне, Болгария получила три частоты для радиовещания: 352.9 м для города София, 235.1 м для города Варны и 214 м для города Стара-Загора.

### Радио София (1935—1947)
После военного переворота, в 1935 году радиовещание было объявлено государственной монополией, вещание частных радиостанций было прекращено, было создано государственное учреждение «Радио София». В 1936 году Радио София запустило на длинных волнах одноимённый радиоканал. 1 февраля 1936 года была запущена радиостанция Радио Стара Загора.
22 июня 1941 года Коминтерн принял решение о создании радиостанции для вещания на болгарском языке для территории Болгарии и оккупированные фашистами территории сопредельных государств. В конце июня 1941 года в Москве была создана «Центральная радио-редакция Коминтерна», которую возглавил видный болгарский коммунист Георгий Димитров. Коминтерновские радиостанции начали вещать на десяти европейских языках мощными передатчиками с территории СССР 23 июля 1941 года начала вещание болгарская радиостанция «Христо Ботев», а 7 октября 1941 года — радиопередатчик «Народен глас». Они вели активную коммунистическую и антигитлеровскую пропаганду. Болгарские власти предпринимали усилия, чтобы заглушить передачи радио «Христо Ботев». В ответ на это, боевые группы БКП и РМС, отвечали красным террором:
- 10 мая 1943 года в Софии состоялось покушение на радиоинженера Кулчо Янакиева, который занимался глушением передач радиостанции «Христо Ботев». В результате Янакиев был ранен в шею, а оба исполнителя — участники боевой группы Мико Папо и Донка Ганчева — были арестованы болгарской полицией. Мико Папо был приговорён к смерти и казнён. Донка Ганчева была приговорена к пожизненному заключению, но освобождена 9 сентября 1944 года, когда в Болгарии произошла социалистическая революция[5].
- 29 мая 1943 года состоялось второе покушение на Кулчо Янакиева, также оказавшееся безуспешным. В перестрелке погибли четверо бойцов боевой группы БКП; ими была убита служебная собака и ранены два сотрудника болгарской полиции[6].

В 1946 году Радио София на средних волнах запустила второй в Болгарии радиоканал — «София II», радиоканал «Радио София» стал называться «София I».

### Болгарское радио (1947—1964), Болгарское телевидение и радио (1964—1971), Болгарское радио (1971—1992)
В 1947 году Радио София была переименована в Болгарское Радио (Болгарское Радио), радиоканал «София I» стал называться «Болгарское радио Первая программа» (Болгарское Радио Първа програма), «София II» — «Болгарское радио Вторая программа» (Болгарское Радио Втора програма).
В период с 1947 года по 1989 год прослушивание передач западных станций считалось преступлением и каралось болгарским законом. 11 августа 1950 года в Западной Германии радио «Голос свободной Болгарии» (позже — болгарская секция радио «Свободная Европа») начало передачи на болгарском языке. Первые программы записывались в студии в Нью-Йорке. С 1951 год по 1962 год из греческой столицы Афины велась антикоммунистическая пропаганда радиостанции «Горянин». В 1952 году был открыт студийный комплекс в Мюнхене, откуда велись передачи на болгарском языке до 1992 года.
2 июля 1955 года Болгарское радио запустила радиостанцию Радио Пловдив. 26 декабря 1959 года Болгарское радио запустило первый в Болгарии телеканал. В 1964 году Болгарское радио было переименовано в Болгарское телевидение и радио (Българска телевизия и радио, БТР), аналогичное название получил и телеканал. 1 февраля 1973 года Болгарское радио запустило радиостанцию Радио Шумен, а 11 декабря — Радио Благоевград В 1971 году БТР было разделено на Болгарское радио и Болгарское телевидение (аналогичное название получил и телеканал), для руководства ими был создан Комитет телевидения и радио (Комитет за телевизия и радио). В этом же году Болгарское радио на ультракоротких волнах запустила третий радиоканал — «Орфей», а в 1977 году в его утренней программе — радиостанцию «Знание»
Болгарский КГБ всегда интересовался деятельностью болгарской секции радио «Свободная Европа» и внедрял в неё своих агентов С 1951 по 1988 год передачи заглушались на территории всей страны. С ноября 1975 по июнь 1978 года болгарский писатель и диссидент Георгий Марков провел 137 передачи на болгарской волне радио «Свободная Европа», в которых критиковал БКП в исключительно острых тонах. 7 сентября 1978 года, выйдя из редакции радио «Свободная Европа», Георгий Марков шёл к своему автомобилю, припаркованному на некотором отдалении. Проходя через толпу людей на автобусной остановке, он споткнулся о чей-то зонтик, и почувствовал укол. На следующий день Маркова стали мучить приступы тошноты, и резко поднялась температура, он был доставлен в больницу. Однако состояние его ухудшалось и через некоторое время он скончался. Перед смертью он успел рассказать об эпизоде с зонтиком. Расследование полиции, проводившееся по смерти Маркова, показало, что он был убит уколом зонтика в ногу, посредством чего в икру его ноги была имплантирована металлическая капсула с рицином, которая была найдена при вскрытии.

### Болгарское национальное радио (с 1992 года)
В 1992 году Болгарское радио было переименовано в Болгарское национальное радио, радиоканалы «Орфей» и «Знание» были разделены на региональные радиостанции «Радио Благоевград», «Радио Пловдив», «Радио Стара Загора» и «Радио Варна». 28 ноября 1997 года создан Национальный совет по радио и телевидению (Националният съвет за радио и телевизия). 7 июля 2007 года БНР запустила радиостанцию Радио София, 11 марта 2009 года — Радио Видин, 31 марта 2012 года — Радио Бургас, 9 мая 2016 года — Радио Кърджали — Гласът на Родопите. 1 февраля 2012 года Радио Болгария прекратила вещание на коротких волнах.

## Радиостанции

### Общенациональные радиостанции общей тематики
- Горизонт — круглосуточная информационно-музыкальная программа на болгарском языке. В ней преобладает музыка. Представлены все музыкальные стили, формы и жанры, с особым акцентом на развлекательной музыке. Каждый час, а в светлое время суток — каждые полчаса, передаются короткие актуальные новости, комментарии, интервью, репортажи и корреспонденции.
- Христо Ботев — круглосуточная культурно-информационная и развлекательная программа на болгарском языке. В прайм-тайме преобладают дебаты, анализы, комментарии и интервью, касающиеся различных областей культуры, истории, политики и спорта.

Доступны во всех районах Болгарии через эфирное радиовещание (аналоговое на УКВ (УКВ CCIR), Горизонт (ранее и Христо Ботев) на СВ), ранее Горизонт также на ДВ, а также через Интернет.

### Муниципальные радиостанции
- Радио «София»

Доступна через те же источники в Софии
- Радио «Благоевград»

Доступна через те же источники в Благоевграде
- Радио «Варна»

Доступна через те же источники в Варне
- Радио «Видин»

Доступна через те же источники в Видине
- Радио «Пловдив»

Доступна через те же источники в Пловдиве
- Радио «Стара-Загора»

Доступна через те же источники в Стара-Загоре
- Радио «Шумен»

Доступен через те же источники в Шумене

### Международные радиостанции
- Радио «Болгария» — сеть международных радиоблоков на:
  - болгарском,
  - русском, сайт http://bnr.bg/ru
  - английском,
  - французском,
  - немецком,
  - испанском,
  - сербском,
  - греческом,
  - турецком,
  - албанском и
  - арабском языках.

Доступна во всём мире через спутниковое телевидение и интернет, ранее через эфирное радиовещание (аналоговое на КВ, программы радио «Болгария» передавались более 50 радиопередатчиками в более, чем в 30 странах мира).

### БНР в Интернете
- Сайт bnr.bg на болгарском, страница Радио «Болгария» на болгарском и иностранном языках
- Сайт http://bnr.bg/ru на русском языке
- Страница BNR Music в youtube
- Страница BNR Music в facebook на болгарском и страницы Радио Болгария на болгарском и иностранных языках

## Управление
Согласно действующему в Болгарии «Закону о радио и телевидении» государство должно обеспечивать распространение программы БНР на территории всей страны. Управляется Советом директоров (Управителен съвет) и Генеральным директором (Генерален директор).

## Журналисты
- Дворецкая, Гергина Иванова